# Sytchiovka
Sytchiovka (en russe : Сычёвка) est une ville de l'oblast de Smolensk, en Russie, et le centre administratif du raïon de Sytchiovka. Sa population s'élevait à 8 212 habitants en 2014.

## Géographie
Sytchiovka est arrosée par les rivières Vazouza et Losmina et se trouve à 183 km au nord-est de Smolensk et à 209 km à l'ouest de Moscou.

## Histoire
Sytchiovka a été mentionnée pour la première fois en 1488 comme un votchina d'un prince de Tver, Ivan le Jeune, le fils d'Ivan III. En 1776, Sytchiovka reçut le statut de ville. Le nom dérive du mot russe sytch (сыч), littéralement « Petite chouette », qui signifie également « une personne lugubre ».
Au cours de la Seconde Guerre mondiale, la ville est occupée par les nazis dès octobre 1941. De janvier à mars 1942, la ville est au centre de la bataille Opération Mars (la seconde offensive de Rjev-Sytchiovka).
Le 7 janvier 1943, des juifs de la ville sont assassinés lors d'une exécution de masse perpétrée par un Einsatzgruppen.

## Population
Recensements (*) ou estimations de la population
| 1856  | 1897* | 1926* | 1939* | 1959* | 1970* |
| ----- | ----- | ----- | ----- | ----- | ----- |
| 3 500 | 4 773 | 7 226 | 8 400 | 6 705 | 8 193 |

| 1979* | 1989* | 2002* | 2010* | 2013  | 2014  |
| ----- | ----- | ----- | ----- | ----- | ----- |
| 8 426 | 9 643 | 8 683 | 8 111 | 7 787 | 8 212 |

## Agriculture
La ville a donné son nom à une race bovine laitière et bouchère originaire de la région, la sytchiovka.

## Transports
Elle est reliée à Viazma et à Tver par la route fédérale R132.